# Partido de General Arenales
General Arenales es uno de los 321 partidos de la poovincia de Buenos Aires, Argentina. Se encuentra a 320 km de la Ciudad de Buenos Aires y a 377 km de La Plata, capital provincial.

## Toponimia
El nombre del partido homenajea al general de origen español asentado en Salta Juan Antonio Álvarez de Arenales (1770-1831), sumado a la causa de la independencia americana. Luchó a las órdenes del general José de San Martín, heroico actor en las campañas del Alto Perú, Chile y Perú

## Historia
Por ley del 6 de septiembre de 1889 se crea el Partido de General Arenales, enclavado en la zona noroeste de la Provincia de Bs As y teniendo por límites Santa Fe y los Partidos de Leandro N. Alem, Junín, Rojas y Colón. Esta ley dispone que el centro Agricultura “EL CHAÑAR” que pertenecía al Partido de Lincoln pasara a ser el pueblo cabecera de General Arenales. Por ley de octubre de 1918 se desmembró una parte para crear el Partido de Leandro N. Alem. Después de esto Arenales quedó con una superficie de 147.244 hectáreas.

### El Primer Arenales
En 1865 se manda crear diez nuevos partidos al exterior del Salado. Uno de estos partidos es de ARENALES en la región de TANDILEAFÚ como así se designaba antiguamente a la región bañada por el Arrollo de ese nombre. Sin embargo, debido a confusiones que creaba su vecindad con Ayacucho, el Poder Ejecutivo por decreto del 3 de abril de 1868 dispone… “que el nombre de Arenales dado al pueblo único que se halla establecido en el Partido de Ayacucho, ocasiona por este motivo y, hasta en los acto oficiales, confusiones que hacen todavía más frecuentes las circunstancias de ser el partido de ARENALES limítrofe, y la de estar, además, adscripto a este el pueblo de AYACUCHO. Por estas razones el gobierno ha resuelto que el pueblo de Arenales se llama en Adolfo Alsina y Nicolás Avellaneda pone fin a la efímera vida de Arenales Sur.

### Origen del Fortín "Chañar"
El primer fuerte en la zona Norte, fue el de Pergamino cuya existencia está comprobada desde 1750, sin poderse precisar con exactitud en la fecha que fue levantado. Con el tiempo fueron levantándose los fortines “Mercedes” (hoy pueblo de Colon); “Chañar” origen de nuestra ciudad; “Acha” (antes de Arenales y hoy Leandro N. Alem); “El Pelado” al sur de dl arroyo del mismo nombre dentro de Arenales, el “Tiburcio” y finalmente el Cantón de “Loma Negra”, sobre el río Rojas. En este último fue punto muy importante y estratégico y en el mismo había acantonamiento de tropas regulares. El fortín “El Chañar” fue el último de los citados. La indiada que asolaba toda la orilla del Arroyo del Medio y, de las lagunas de Cardoso y del Chañar, burlando las guardias de Mercedes y Rojas, llegaban hasta Junín, asaltaban, robaban, mataban y eran un azote permanente. Los continuos malones entre 1840 y 1850 inclusive, contra el Partido de Pergamino, alarmaron mucho al Jefe de la Frontera Norte, coronel José María Cortina que no tuvo más remedio que levantar un nuevo fortín, más avanzado que los establecidos hasta entonces, que estuvieran ubicados delante de “El pelado” y en un punto intermedio entre Melincué y Fuerte Federación (Junín): El Fortín “Chañar” fue construido en los primeros días de enero de 1850 trayéndose los postes de ñandubay desde Pergamino. No hay fecha de iniciación de los trabajos, pero los materiales vivieron en los últimos días de diciembre del 49 y, el Fortín, dada la urgencia que existía para que entrara rápidamente en el sistema de defensa se levantó de inmediato en la Estancia “El Chañar”, a menos de dos mil metros de la laguna y muy próximo límite con Santa Fe. Allí se estableció una fuerte guarnición al mando del Coronel Julián Berdúm. El flamante Fortín Chañar tuvo muy pronto su bautismo de fuego. El 23 de agosto de 1850 fue asaltada por un malón de más de cien indios, produciéndose las dos primeras bajas de sus defensores. En estos ataques los indios se llevaron gran cantidad de yeguarizos.- El Fortín “Chañar” mantenía su plataforma y señales de su circunferencia hasta la apertura de la Ruta 65, estaba ubicado en campos hoy propiedad de los señores Ratto, próximo ala Laguna El Chañar y a uno de los mojones del límite Buenos Aires-Santa Fe. Existía igualmente otro cantón sobre el arroyo Piñeiro, que se denomina “Cantón Piñeiro” y, numerosas taperas de fulano y zutano. Esto demuestra la existencia de numerosos pobladores, por estas estancias de Arenales, Colon, Leandro N. Alem y Rojas al promediar el pasado siglo.

### General Juan Antonio Álvarez de Arenales
El General Juan Antonio Álvarez de Arenales, guerrero de la Independencia Americana, nació en Villa de Reinosa (España) el 13 de junio de 1770. Vino muy joven a América sirviendo en el ejército real. Tomo parte activa en el pronunciamiento de Chuquisaca el 25 de mayo de 1809, dándosele el cargo de comandante general de Armas. Sofocado aquel movimiento, Arenales fue el primer patriota encarcelado en el Callao, de donde logró evadirse llegando a Salta en 1812 cuando esta se hallaba en poder realista. Encabezó una revolución y ocupó el gobierno, asistió poco después a la batalla de Salta continuando con las fuerzas patrióticas hacia el Alto Perú. El 25 de mayo de 1814 triunfo en la batalla de La Florida. Incorporando al Ejército de los Andes tuvo una actuación sobresaliente en las campañas de Chile y Perú.
El 6 de octubre de 1820 tomo Arica, derrotando en Pasco, el 6 de diciembre del mismo año al Brigadier O’Reylli. La actuación del General Arenales en la guerra de la Independencia terminó en 1825, año en que a pedido del General Sucre, siendo Gobernador de Salta marchó al Alto Perú para someter al General Olañeta último sostenedor de la causa realista en América. La Asamblea General Constituyente del Río de la Plata dio el título de ciudadano el 6 de junio de 1813. El General Arenales desempeño los siguientes cargos públicos y militares: gobernador intendente de la Provincia de Cochabamba; comandante general de las tropas del interior; comandante general de la Sierra y presidente del Departamento Trujillo; gobernador de Salta. Además Arenales fue mariscal de campo de la República de Chile; fundador y consejero de la Orden el Sol y gran mariscal del Perú; Brigadier General de las Provincias Unidas del Río de la Plata. Este ilustre patriota exiliado en Maroya (Bolivia) el 4 de diciembre de 1831.

## Geografía
Se halla al norte de la provincia de Buenos Aires, limita con los partidos de Colón, Rojas, Junín, Leandro N. Alem y el Departamento General López de  la provincia de Santa Fe.

## Población
Según censo INDEC año 2010 la población era de 14 903 habitantes.
- En el censo de 2001 tenía 14 876 hab. y 15 102 hab. en el censo 1991, un decrecimiento de 1,5 %. Densidad: 9,77 hab./km²
- Viviendas: 4895 (censo de 2001)
- En el censo del INDEC año 2010, tenía una población de 14 903 habitantes, registrando un incremento del 0,2% con respecto a anterior censo del año 2001. La ciudad más poblada es su cabecera, General Arenales: 4321 hab. Le siguen Ascensión: 4179 hab., Arribeños: 2910 hab., Ferré: 2004 hab., La Trinidad: 308 hab., La Angelita: 265 hab., Estación G. Arenales: 90 hab.

| Población | 15.102 | 14.876 | 14.903 | 16.350 |
| Variación | -      | -1,5%  | +0,2%  | +9,7%  |

Fuente: Instituto Nacional de Estadísticas y Censos, INDEC

## Localidades del partido
- General Arenales 	4321 hab.
- Arribeños 3310 hab.
- Ascensión 3779 hab.
- Estación Arenales 90 hab.
- Ferré 2004 hab.
- La Angelita 265 hab.
- La Trinidad 308 hab.

### Parajes
- Delgado
- Ham
- La Pinta
- Estación Kilómetro 95 / El Chingolo

## Intendentes municipales
- 1890 - Valentín M. Curutchet - Presidente de la Municipalidad
- 1891 - Valentín M. Curutchet - Intendente municipal
- 1892 - Valentín M. Curutchet - Presidente del Concejo Deliberante
- 1893 - Bernardo Crouzeielles - Presidente del Concejo Deliberante
- 1894-1895: Rafael Cáceres - Presidente del Concejo Deliberante
- 1896- 1897: Esteban Sintas - Presidente de la Municipalidad
- 1898: Faustino Dozo - Intendente
- 1899: Juan F. Fernández - Comisionado municipal
- 1900: Santiago E. Mackeon - Presidente del Concejo Deliberante
- 1901: Miguel A. Lima - Presidente del Concejo Deliberante
- 1902: Alfredo Risso Patrón - Presidente del Concejo Deliberante
- 1903 - 1905: Julio E. Tapia -  Comisionado municipal
- 1907 - 1908: L. Bonorino (h) - Presidente del Concejo Deliberante
- 1909 - 1910: Valentín M. Graciano - Comisionado Intendente
- 1911 - 1912: Carlos M. de Alvear(h) - Comisionado Intendente
- 1913 - 1914: Miguel A. Lima - Presidente comisión de vecinos
- 1915 -1916: Carlos M. de Alvear (h) - Comisionado Intendente
- 1917- 1918: Juan M. Franttini - Comisionado Intendente
- 1919: Ricardo Vacarezza - Presidente de la Municipalidad
- 1920: Ricardo Vacarezza - Intendente municipal
- 1921 - 1922: Fortunato Poleri -  Intendente municipal
- 1923: Ricardo Vacarezza -  Intendente municipal
- 1924: Fortunato Poleri -  Intendente municipal
- 1925 - 1926: Octavio Ravagnan - Intendente municipal
- 1927 - 1930: Claudio Ruiz -  Intendente municipal
- 1930 - 1932: Dionisio Ghirardo - Comisionado municipal
- 1932 - 1943: Raúl M. Ojea
- 1943- 1945: Osvaldo Rodríguez
- 1945 - 1948: Aimar Balbi
- 1948: Manuel Couso (secretario a cargo)
- 1948 - 1955: José S. Marín
- 1955 - 1958: Pedro C. Máspoli
- 1958 - 1962: Luis A. Servio
- 1962 - 1963: Dr. Ernesto Luis Alberto Frías Hepburn
- 1963 - 1966: Julian A. Castaños
- 1966: Anastasio R. Herrera
- 1966 - 1968: Julio Mario Valentino
- 1968: Hugo Figueroa
- 1968 -1972: Rodolfo Pérez España
- 1972: Jorge H. Tardugno
- 1972 -1973: José Oscar Salvia
- 1974 - 1976: Jorge M. Marín
- 1976 - 1983: Remo Arata
- 1983 - 1987: Santiago Lázaro Rastelli
- 1987 - 1991: Carlos Santiago Boo
- 1991 - 1995: José Oscar Salvia
- 1995 - 2003: Rodolfo Remo Arata
- 2003 - 2006: Juan Carlos Geloso
- 2006 - 2015: José María Medina
- 2015 - 2021: Erica Silvana Revilla
- 2021 - 2023: Edgardo Battaglia
- 2023 - presente: Érica Silvana Revilla